# Deltote sectirena
Deltote sectirena is een vlinder van de familie van de uilen (Noctuidae). De wetenschappelijke naam van deze soort is voor het eerst voorgesteld als Eustrotia sectirena door George Francis Hampson in een publicatie uit 1914.
De soort komt voor in Ghana.